# Seznam židovských památek v Kraji Vysočina
Toto je seznam židovských památek v kraji Vysočina aktuální k roku 2011, ve kterém jsou uvedeny židovské památky v oblasti kraje Vysočina.
| Název                                      | Obrázek                                        | Místo                                                 | Okres            | Druh             | Galerie Commons | Popis památky a přístup |
| ------------------------------------------ | ---------------------------------------------- | ----------------------------------------------------- | ---------------- | ---------------- | --- | --- |
| Synagoga v Batelově                        | Synagoga Batelov                               | Batelov (49°18′52″ s. š., 15°23′48″ v. d.)            | Jihlava          | Synagoga         | Kategorie „Synagogue in Batelov“ na Wikimedia Commons                                                                         | Synagoga v Batelově leží téměř na nároží Dlouhé a Perleťářské v těsné blízkosti čp. 52 na náměstí původního ghetta západně od OÚ.                                                                    |
| Židovský hřbitov v Batelově                | ŽH Batelov                                     | Batelov (49°18′44″ s. š., 15°23′12″ v. d.)            | Jihlava          | Židovský hřbitov | Kategorie „Jewish cemetery in Batelov“ na Wikimedia Commons                                                                   | Židovský hřbitov v Batelově, založený ve druhé polovině 15. století, leží v polích mezi západním krajem obce a Škrobárenským rybníkem.                                                               |
| Židovské hřbitovy v Brtnici                | ŽH Brtnice                                     | Brtnice (49°18′38″ s. š., 15°40′54″ v. d.)            | Jihlava          | Židovský hřbitov | Kategorie „Jewish cemetery in Brtnice“ na Wikimedia Commons · Kategorie „Old Jewish cemetery in Brtnice“ na Wikimedia Commons | Starý a nový židovský hřbitov leží vedle sebe na severu města Brtnice v lesíku po pravé straně ulice Pod Kaplou vedoucí k Bransouzím.                                                                |
| Synagoga v Černovicích                     | Synagoga Černovice                             | Černovice 49°22′24″ s. š., 14°57′34″ v. d.            | Pelhřimov        | Synagoga         | Kategorie „Synagogue in Černovice“ na Wikimedia Commons                                                                       | Bývalá synagoga ve městě Černovice v Táborské ulici čp. 116 100 m na sever od Mariánského náměstí, adaptovaná na obytný dům čp. 226.                                                                 |
| Židovský hřbitov v Černovicích             | ŽH Černovice                                   | Černovice (49°22′50″ s. š., 14°57′34″ v. d.)          | Pelhřimov        | Židovský hřbitov | Kategorie „Jewish cemetery in Černovice“ na Wikimedia Commons                                                                 | Židovský hřbitov u města Černovice nalevo od slepé Vodní ulice vedoucí k zemědělskému družstvu. |
| Synagoga v Golčově Jeníkově                | Synagoga Golčův Jeníkov                        | Golčův Jeníkov (49°48′51″ s. š., 15°28′36″ v. d.)     | Havlíčkův Brod   | Synagoga         | Kategorie „Synagogue in Golčův Jeníkov“ na Wikimedia Commons                                                                  | Synagoga ve městě Golčův Jeníkov v ulici Pod Vyšehradem čp. 768 v centru židovské čtvrtě na jihozápad od náměstí T. G. Masaryka.                                                                     |
| Židovský hřbitov v Golčově Jeníkově        | ŽH Golčův Jeníkov                              | Golčův Jeníkov (49°48′59″ s. š., 15°28′3″ v. d.)      | Havlíčkův Brod   | Židovský hřbitov | Kategorie „Jewish cemetery in Golčův Jeníkov“ na Wikimedia Commons                                                            | Židovský hřbitov v Golčově Jeníkově je situovaný na západ od města u silnice mezi železničním přejezdem a odbočkou na Leštinu u Světlé.                                                              |
| Synagoga v Habrech                         | Synagoga Habry                                 | Habry (49°45′24″ s. š., 15°29′ v. d.)                 | Havlíčkův Brod   | Synagoga         | Kategorie „Synagogue in Habry“ na Wikimedia Commons                                                                           | Bývalá synagoga v Habrech stojí v ulici U kina čp. 55 a pochází z roku 1825. |
| Židovský hřbitov v Habrech                 | ŽH Habry                                       | Habry (49°45′43″ s. š., 15°28′17″ v. d.)              | Havlíčkův Brod   | Židovský hřbitov | Kategorie „Jewish cemetery in Habry“ na Wikimedia Commons                                                                     | Židovský hřbitov v Habrech, založený nejdéle v první polovině 17. století, je situován severozápadně od města při polní cestě odbočující doleva k Chrtníči ze silnice na Frýdnavu.                   |
| Židovský hřbitov v Havlíčkově Brodě        | ŽH Havlíčkův Brod                              | Havlíčkův Brod (49°36′26″ s. š., 15°34′5″ v. d.)      | Havlíčkův Brod   | Židovský hřbitov | Kategorie „Jewish cemetery in Havlíčkův Brod“ na Wikimedia Commons                                                            | Židovský hřbitov v Havlíčkově Brodě leží na západě města mezi ulicemi Ledečskou a Pujmanové. |
| Tyfový židovský hřbitov v Havlíčkově Brodě | ŽH Havlíčkův Brod                              | Havlíčkův Brod (49°37′39″ s. š., 15°34′5″ v. d.)      | Havlíčkův Brod   | Židovský hřbitov | Kategorie „Jewish typhus cemetery in Havlíčkův Brod“ na Wikimedia Commons                                                     | Tyfový židovský hřbitov v Havlíčkově Brodě leží asi 800 m severně od města, mezi poli v remízku za městským hřbitovem, vlevo od silnice na Golčův Jeníkov.                                           |
| Židovský hřbitov v Horní Cerekvi           | ŽH Horní Cerekev                               | Horní Cerekev (49°19′37″ s. š., 15°18′41″ v. d.)      | Pelhřimov        | Židovský hřbitov | Kategorie „Jewish cemetery in Horní Cerekev“ na Wikimedia Commons                                                             | Židovský hřbitov v Horní Cerekvi leží severovýchodně od města na kraji remízku v polích, a to nalevo při Tyršově ulici vedoucí dále na Novou Bukovou a Pelhřimov.                                    |
| Židovský hřbitov v Hořepníku               | ŽH Hořepník                                    | Hořepník (49°30′35″ s. š., 15°6′17″ v. d.)            | Pelhřimov        | Židovský hřbitov | Kategorie „Jewish cemetery in Hořepník“ na Wikimedia Commons                                                                  | Židovský hřbitov v Hořepníku na jihu obce na pravé straně ulice V Palestině vedoucí podél říčky Trnava ze vsi jihozápadním směrem.                                                                   |
| Synagoga v Humpolci                        | Synagoga Humpolec                              | Humpolec (49°32′20″ s. š., 15°21′36″ v. d.)           | Pelhřimov        | Synagoga         | Kategorie „Synagogue in Humpolec“ na Wikimedia Commons                                                                        | Synagoga ve městě Humpolec v ulici U vinopalny čp. 462 jižně od Horního náměstí sloužící jako sbor Jana Želivského Církve československé husitské.                                                   |
| Židovský hřbitov v Humpolci                | ŽH Humpolec                                    | Humpolec (49°32′32″ s. š., 15°22′18″ v. d.)           | Pelhřimov        | Židovský hřbitov | Kategorie „Jewish cemetery in Humpolec“ na Wikimedia Commons                                                                  | Židovský hřbitov u města Humpolec přístupný po polní cestě odbočujcí doprava z ulice Podhrad pokračující z Hradské na východě Horního náměstí.                                                       |
| Modlitebna v Chotěboři                     |                                                | Chotěboř (49°43′16″ s. š., 15°40′17″ v. d.)           | Havlíčkův Brod   | Modlitebna       | | Modlitebna v Chotěboři z konce 19. století (zdroj) se nacházela v Palackého ulici čp. 332. |
| Synagoga v Chotěboři                       |                                                | Chotěboř (49°42′54″ s. š., 15°40′20″ v. d.)           | Havlíčkův Brod   | Synagoga         | | Nikdy nedostavěná (zdroj) synagoga v Chotěboři byla od roku 1910 do roku 1912 přestavována k obytným účelům.                                                                                         |
| Židovský hřbitov v Chotěboři               |                                                | Chotěboř (49°42′37″ s. š., 15°40′18″ v. d.)           | Havlíčkův Brod   | Židovský hřbitov | | Židovský hřbitov v Chotěboři s vchodem od východní strany je součástí městského hřbitova v Žižkově ulici na jihu města.                                                                              |
| Židovský hřbitov v Jemnici                 | ŽH Jemnice                                     | Jemnice (49°0′57″ s. š., 15°34′11″ v. d.)             | Třebíč           | Židovský hřbitov | Kategorie „Jewish cemetery in Jemnice“ na Wikimedia Commons                                                                   | Židovský hřbitov v Jemnici se nachází asi 200 m jižně od náměstí Svobody a asi 250 m jihozápadně od zámku Jemnice.                                                                                   |
| Synagoga v Jihlavě                         | Synagoga Jihlava                               | Jihlava (49°23′45″ s. š., 15°35′13″ v. d. modlitebny) | Jihlava          | Synagoga         | Kategorie „Synagogue in Jihlava“ na Wikimedia Commons                                                                         | Zaniklá synagoga v Jihlavě stála v Benešově ulici. |
| Židovský hřbitov v Jihlavě                 | ŽH Jihlava                                     | Jihlava (49°23′45″ s. š., 15°34′22″ v. d.)            | Jihlava          | Židovský hřbitov | Kategorie „Jewish cemetery in Jihlava“ na Wikimedia Commons                                                                   | Židovský hřbitov v Jihlavě leží na jihu města v ulici U Cvičiště, severně od ústředního hřbitova v Žižkově ulici.                                                                                    |
| Synagoga v Kamenici nad Lipou              | Synagoga Kamenice nad Lipou                    | Kamenice nad Lipou (49°18′ s. š., 15°4′31″ v. d.)     | Pelhřimov        | Synagoga         | Kategorie „Synagogue in Kamenice nad Lipou“ na Wikimedia Commons                                                              | Synagoga v Kamenici nad Lipou stojí v Tyršově ulici naproti autobusovému nádraží. |
| Židovský hřbitov v Kamenici nad Lipou      | ŽH Kamenice nad Lipou                          | Kamenice nad Lipou (49°18′36″ s. š., 15°5′40″ v. d.)  | Pelhřimov        | Židovský hřbitov | Kategorie „Jewish cemetery in Kamenice nad Lipou“ na Wikimedia Commons                                                        | Židovský hřbitov v Kamenici nad Lipou je situován severovýchodně od města v lese nalevo od silnice na Pelec a Častrov.                                                                               |
| Synagoga v Košeticích                      | Synagoga Košetice                              | Košetice (49°33′26″ s. š., 15°6′59″ v. d.)            | Pelhřimov        | Synagoga         | Kategorie „Synagogue in Košetice“ na Wikimedia Commons                                                                        | Bývalá synagoga v obci Košetice čp. 76 stojí za budovou obecního úřadu. |
| Židovský hřbitov v Košeticích              | ŽH Košetice                                    | Košetice (49°33′8″ s. š., 15°7′43″ v. d.)             | Pelhřimov        | Židovský hřbitov | Kategorie „Jewish cemetery in Košetice“ na Wikimedia Commons                                                                  | Židovský hřbitov v Košeticích je situován v lese jihozápadně od obce za Cihelským rybníkem, s přístupem po polní cestě odbočující doprava ze silnice na Křelovice.                                   |
| Synagoga v Ledči nad Sázavou               | Synagoga Ledeč nad Sázavou                     | Ledeč nad Sázavou (49°41′40″ s. š., 15°16′47″ v. d.)  | Havlíčkův Brod   | Synagoga         | Kategorie „Synagogue in Ledeč nad Sázavou“ na Wikimedia Commons                                                               | Bývalá synagoga v Ledči nad Sázavou z roku 1739 se nalézá v ulici Na potoce jako čp. 252. |
| Židovský hřbitov v Ledči nad Sázavou       | ŽH Ledeč nad Sázavou                           | Ledeč nad Sázavou (49°41′27″ s. š., 15°16′25″ v. d.)  | Havlíčkův Brod   | Židovský hřbitov | Kategorie „Jewish cemetery in Ledeč nad Sázavou“ na Wikimedia Commons                                                         | Židovský hřbitov v Ledči nad Sázavou leží na jihozápad od města v areálu městského hřbitova a přístupný je po cestě vedoucí z ulice Hrnčíře.                                                         |
| Židovský hřbitov v Lukavci                 | ŽH Lukavec                                     | Lukavec (49°34′5″ s. š., 14°59′26″ v. d.)             | Pelhřimov        | Židovský hřbitov | Kategorie „Jewish cemetery in Lukavec“ na Wikimedia Commons                                                                   | Židovský hřbitov v Lukavci, založený nejpozději před rokem 1724, leží mezi Čechtickou ulicí a rybníkem Lázeň v severní části městysu.                                                                |
| Synagoga v Moravských Budějovicích         | Místo synagogy v Moravských Budějovicích       | Moravské Budějovice (49°3′23″ s. š., 15°48′27″ v. d.) | Třebíč           | Synagoga         | Kategorie „Synagogue in Moravské Budějovice“ na Wikimedia Commons                                                             | Zaniklá synagoga v Moravských Budějovicích byla vystavěna roku 1910 v dnešní Pražské ulici. |
| Židovský hřbitov v Moravských Budějovicích | ŽH Moravské Budějovice                         | Moravské Budějovice (49°2′42″ s. š., 15°47′22″ v. d.) | Třebíč           | Židovský hřbitov | Kategorie „Jewish cemetery in Moravské Budějovice“ na Wikimedia Commons                                                       | Židovský hřbitov v Moravských Budějovicích leží asi 2 km na jihozápad od zámku a asi 600 m jihovýchodně od hráze rybníka Nový u háje, vlevo při silnicí na Vranín, která pokračuje z Husovy ulice.   |
| Synagoga v Nové Cerekvi                    | Synagoga Nová Cerekev                          | Nová Cerekev (49°25′6″ s. š., 15°7′9″ v. d.)          | Pelhřimov        | Synagoga         | Kategorie „Synagogue in Nová Cerekev“ na Wikimedia Commons                                                                    | Synagoga v Nové Cerekvi se nachází severovýchodně od obecního úřadu v ulici vedoucí východně k Obecnímu rybníku.                                                                                     |
| Židovský hřbitov v Nové Cerekvi            | ŽH Nová Cerekev                                | Nová Cerekev (49°25′8″ s. š., 15°7′13″ v. d.)         | Pelhřimov        | Židovský hřbitov | Kategorie „Jewish cemetery in Nová Cerekev“ na Wikimedia Commons                                                              | Židovský hřbitov v Nové Cerekvi se skládá ze dvou propojených obdélníků - staré a nové části, se rekonstruovanou obřadní síní v severním rohu areálu.                                                |
| Synagoga v Pacově                          | Synagoga Pacov                                 | Pacov (49°28′18″ s. š., 15°0′8″ v. d.)                | Pelhřimov        | Synagoga         | Kategorie „Synagogue in Pacov“ na Wikimedia Commons                                                                           | Bývalá synagoga v Pacově stojí v ulici Jana Autengrubera čp. 318 jižně od náměstí Svobody. |
| Židovský hřbitov v Pacově                  | ŽH Pacov                                       | Pacov (49°28′31″ s. š., 15°0′38″ v. d.)               | Pelhřimov        | Židovský hřbitov | Kategorie „Jewish cemetery in Pacov“ na Wikimedia Commons                                                                     | Židovský hřbitov v Pacově v Myslíkově ulici vedoucí východně na Hořepník naproti rybníkům pochází z roku 1680.                                                                                       |
| Židovský hřbitov v Pavlově                 | ŽH Pavlov                                      | Pavlov (49°23′46″ s. š., 15°15′7″ v. d.)              | Pelhřimov        | Židovský hřbitov | Kategorie „Jewish cemetery in Pavlov“ na Wikimedia Commons                                                                    | Židovský hřbitov v Pavlově se nalézá nalevo při silnici vedoucí z obce na východ k Nemojovu. |
| Synagoga v Polici                          | Synagoga Police                                | Police (48°57′47″ s. š., 15°37′44″ v. d.)             | Třebíč           | Synagoga         | Kategorie „Synagogue in Police“ na Wikimedia Commons                                                                          | Bývalá synagoga v Polici na jižním okraji bývalé židovské ulice v obci byla adaptována na tělocvičnu.                                                                                                |
| Židovský hřbitov v Polici                  | ŽH Police                                      | Police (48°57′41″ s. š., 15°37′46″ v. d.)             | Třebíč           | Židovský hřbitov | Kategorie „Židovský hřbitov v Polici“ na Wikimedia Commons                                                                    | Židovský hřbitov v Polici je situován asi 500 m jihovýchodně od zámku v obci, asi 50 m od potoka. |
| Synagoga v Polné                           | Synagoga Polná                                 | Polná (49°29′7″ s. š., 15°43′20″ v. d.)               | Jihlava          | Synagoga         | Kategorie „Synagogue in Polná “ na Wikimedia Commons                                                                          | Synagoga v Polné se nachází na Karlově náměstí jako čp. 532. |
| Židovský hřbitov v Polné                   | ŽH Polná                                       | Polná (49°29′35″ s. š., 15°42′45″ v. d.)              | Jihlava          | Židovský hřbitov | Kategorie „Jewish cemetery in Polná“ na Wikimedia Commons                                                                     | Židovský hřbitov v Polné leží na severozpadním okraji města a přístupný po silničce odbočující z ulice Pod Kalvárií přes potok a řeku Šlapanku.                                                      |
| Synagoga v Puklicích                       | Synagoga Puklice                               | Puklice (49°21′35″ s. š., 15°38′54″ v. d.)            | Jihlava          | Synagoga         | Kategorie „Synagogue in Puklice“ na Wikimedia Commons                                                                         | Bývalá synagoga v Puklicích, čp. 35, (zdroj Archivováno 23. 1. 2015 na Wayback Machine.) je situovaná západně od puklického zámku naproti fotbalovému hřišti.                                        |
| Židovský hřbitov v Puklicích               | ŽH Puklice                                     | Puklice (49°21′44″ s. š., 15°39′9″ v. d.)             | Jihlava          | Židovský hřbitov | Kategorie „Jewish cemetery in Puklice“ na Wikimedia Commons                                                                   | Židovský hřbitov leží na kopci nad obcí Puklice. |
| Židovský hřbitov ve Stříteži               | ŽH Střítež                                     | Střítež (49°27′19″ s. š., 15°37′25″ v. d.)            | Jihlava          | Židovský hřbitov | Kategorie „Jewish cemetery in Střítež“ na Wikimedia Commons                                                                   | Židovský hřbitov ve Stříteži leží na jihozápad od obce v remízku mezi zemědělským družstvem a Zámeckým rybníkem.                                                                                     |
| Synagoga ve Světlé nad Sázavou             | Místo, kde stávala synagoga Světlá nad Sázavou | Světlá nad Sázavou (49°40′4″ s. š., 15°24′19″ v. d.)  | Havlíčkův Brod   | Synagoga         | Kategorie „Synagogue in Světlá nad Sázavou“ na Wikimedia Commons                                                              | Synagoga ve Světlé nad Sázavou stála do roku 2006 v ulici Pěšinky jako čp. 15 na dohled u splavu přes řeku Sázavu v sousedství kostela sv. Václava.                                                  |
| Židovský hřbitov ve Světlé nad Sázavou     | ŽH Světlá nad Sázavou                          | Světlá nad Sázavou (49°40′20″ s. š., 15°24′11″ v. d.) | Havlíčkův Brod   | Židovský hřbitov | Kategorie „Jewish cemetery in Světlá nad Sázavou“ na Wikimedia Commons                                                        | Židovský hřbitov ve Světlé nad Sázavou se nalézá v areálu městského hřbitova v Komenského ulici. |
| Židovský hřbitov v Telči                   | ŽH Telč                                        | Telč (49°10′29″ s. š., 15°27′47″ v. d.)               | Jihlava          | Židovský hřbitov | Kategorie „Jewish cemetery in Telč“ na Wikimedia Commons                                                                      | Židovský hřbitov v Telči leží na jihovýchodním okraji města nedaleko Staroměstského rybníka. Přístup k němu vede kolem jižního břehu rybníka přes železniční trať u zastávky Telč - Staré Město.     |
| Synagoga v Telči                           | Synagoga Telč                                  | Telč (49°11′ s. š., 15°27′20″ v. d.)                  | Jihlava          | Synagoga         | Kategorie „Synagogue in Telč“ na Wikimedia Commons                                                                            | Bývalá synagoga v Telči stojí východně od náměstí v ulici Na Parkáně jako čp. 123. |
| Zadní synagoga v Třebíči                   | Nová synagoga Třebíč                           | Třebíč (49°13′4″ s. š., 15°52′46″ v. d.)              | Třebíč           | Synagoga         | Kategorie „Zadní synagoga (Třebíč)“ na Wikimedia Commons                                                                      | Zadní synagoga, zvaná také Nová, stojí na konci Blahoslavovy ulice, ve východní části židovské čtvrti.                                                                                               |
| Přední synagoga v Třebíči                  | Stará synagoga Třebíč                          | Třebíč (49°13′2″ s. š., 15°52′37″ v. d.)              | Třebíč           | Synagoga         | Kategorie „Přední synagoga (Třebíč)“ na Wikimedia Commons                                                                     | Stará synagoga, zvaná také Stará, stojí na Tichém náměstí v západní části židovské čtvrti. |
| Židovská čtvrť v Třebíči                   | Židovská čtvrť Třebíč                          | Třebíč (49°13′2″ s. š., 15°52′38″ v. d.)              | Třebíč           | Židovská čtvrť   | Kategorie „Jewish Quarter (Třebíč)“ na Wikimedia Commons                                                                      | Židovská čtvrť v Třebíči-Zámostí je památkou v seznamu světového dědictví UNESCO. |
| Židovský hřbitov v Třebíči                 | ŽH Třebíč                                      | Třebíč (49°13′14″ s. š., 15°52′42″ v. d.)             | Třebíč           | Židovský hřbitov | Kategorie „Jewish cemetery in Třebíč“ na Wikimedia Commons                                                                    | Židovský hřbitov v Třebíči je situován asi 350 m severovýchodně od Tichého náměstí na konci ulice Hrádek na stráni nad Týnským potokem.                                                              |
| Synagoga v Třešti                          | Synagoga Třešť                                 | Třešť (49°17′34″ s. š., 15°28′56″ v. d.)              | Jihlava          | Synagoga         | Kategorie „Synagogue in Třešť“ na Wikimedia Commons                                                                           | Synagoga ve městě Třešť v ulici Franze Kafky stojí severně od náměstí T. G. Masaryka. |
| Židovský hřbitov v Třešti                  | ŽH Třešť                                       | Třešť (49°16′51″ s. š., 15°28′29″ v. d.)              | Jihlava          | Židovský hřbitov | Kategorie „Jewish cemetery in Třešť“ na Wikimedia Commons                                                                     | Židovský hřbitov v Třešti je situován na jihu města mezi silnicí vedoucí do Hodic a rybníkem Korečník. K areálu hřbitova přiléhá parkoviště.                                                         |
| Synagoga v Úsobí                           | Synagoga Úsobí                                 | Úsobí (49°30′47″ s. š., 15°29′59″ v. d.)              | Havlíčkův Brod   | Synagoga         | Kategorie „Synagogue in Úsobí“ na Wikimedia Commons                                                                           | Bývalá synagoga v Úsobí, čp. 79, stojí jižně od obecního úřadu městysu v krátké uličce odbočující na jihozápad mezi rybníky Dolní Sklárna a Panský.                                                  |
| Nová synagoga ve Velkém Meziříčí           | Nová synagoga Velké Meziříčí                   | Velké Meziříčí (49°21′16″ s. š., 16°0′56″ v. d.)      | Žďár nad Sázavou | Synagoga         | Kategorie „New synagogue in Velké Meziříčí“ na Wikimedia Commons                                                              | Nová synagoga ve Velkém Meziříčí stojí severovýchodně od Náměstí v ulici Novosady na břehu řeky Oslavy.                                                                                              |
| Stará synagoga ve Velkém Meziříčí          | Stará synagoga Velké Meziříčí                  | Velké Meziříčí (49°21′17″ s. š., 16°0′56″ v. d.)      | Žďár nad Sázavou | Synagoga         | Kategorie „Old synagogue in Velké Meziříčí “ na Wikimedia Commons                                                             | Stará synagoga ve Velkém Meziříčí stojí severně od synagogy Nové v ulici Novosady u řeky Oslavy severovýchodně od Náměstí.                                                                           |
| Malá synagoga ve Velkém Meziříčí           | Malá synagoga Velké Meziříčí                   | Velké Meziříčí (49°21′17″ s. š., 16°0′56″ v. d.)      | Žďár nad Sázavou | Synagoga         | Kategorie „Small synagogue in Velké Meziříčí “ na Wikimedia Commons                                                           | Malá synagoga ve Velkém Meziříčí stála mezi synagogou Starou a Novou v ulici Novosady u řeky Oslavy severovýchodně od Náměstí.                                                                       |
| Židovský hřbitov ve Velkém Meziříčí        | ŽH Velké Meziříčí                              | Velké Meziříčí (49°21′21″ s. š., 16°1′ v. d.)         | Žďár nad Sázavou | Židovský hřbitov | Kategorie „Jewish cemetery in Velké Meziříčí“ na Wikimedia Commons                                                            | Židovský hřbitov ve Velkém Meziříčí leží asi 300 m severovýchodně od náměstí, na svahu za řekou Oslavou při ulici Bezděkov.                                                                          |
| Židovský hřbitov ve Větrném Jeníkově       | Židovský hřbitov ve Větrném Jeníkově           | Větrný Jeníkov (49°27′57″ s. š., 15°28′24″ v. d.)     | Jihlava          | Židovský hřbitov | Kategorie „Jewish cemetery in Větrný Jeníkov“ na Wikimedia Commons                                                            | Židovský hřbitov ve Větrném Jeníkově je situován jižně od městysu, u Jiřinského potoka v remízku mezi poli asi 400 m za Mlýnským rybníkem. Od něj vede na jih ke hřbitovu cesta kolem Dolního mlýna. |

Vysvětlivky k tabulce
- Název - název článku na Wikipedii, abecedně dle místa, poklikem na nadpis lze třídit
- Obrázek - existující obrázek nahraný na Commons
- Místo - nejbližší město, obec nebo vesnice, v závorce GPS - poloha památky dle Global Positioning System, lze třídit
- Okres - okres, ve kterém se místo nachází, lze třídit
- Druh - druh památky, např. židovský hřbitov nebo synagoga, lze třídit
- Galerie Commons - odkaz na Commons na existující kategorii s fotografiemi
- Popis památky a přístup - název s podrobnostmi polohy, přístupnost pro návštěvu nebo informace, kde je možné si vypůjčit klíč, je-li památka zamknutá